# لیسل یاتما
لیسل یاتما (انگلیسی: Lisell Jäätma; ۱۹ ژوئیهٔ ۱۹۹۹) کماندار زن اهل استونی است.